# 萨尔扎诺
萨尔扎诺（義大利語：Salzano），是意大利威尼托大区威尼斯省的一个市镇。总面积17平方公里，人口12644人，人口密度743.8人/平方公里（2009年）。国家统计（ISTAT）代码为027032。